# 小行星3827
小行星3827（英語：3827 Zdenekhorsky）是一颗围绕太阳公转的小行星。1986年11月3日，安東寧·姆爾科斯在克列特发现了此天体。
这颗小行星的绝对星等为33.29397146878936等。